# アングロ＝スパニッシュ・グレイハウンド
アングロ＝スパニッシュ・グレイハウンド（英：Anglo-Spanish Greyhound）とは、スペイン原産のドッグレース用の犬種である。スペイン語ではガルゴ・イングレス・エスパニョール（スペイン語: Galgo Inglés-Español）と呼ばれる。
20世紀前半にイングリッシュ・グレイハウンドとスパニッシュ・グレイハウンドを交配させたものをもとに作出された。スパニッシュ・グレイハウンドのやや小型で華奢な体つきを持ちながら、イングリッシュ・グレイハウンドのスピードと持久力を併せ持つ犬種を目指して改良が加えられた。
近年スペインのドッグレースは動物虐待にあたり、禁止するべきであると主張する動物愛護団体の批判にさらされている。